# 周富祥
周富祥，PDSM（1950年1月20日—），前香港警務處高級助理處長、前機場保安有限公司行政總裁。現任北京中安保實業集團有限公司 China Security & Protection Group Company Limited、簡稱中安保集團 C.S.P. Group國際顧問.

## 簡歷
周富祥於1970年5月投考加入皇家香港警務處，成為見習督察，及後大部份時間從事刑事調查的事務，期間偵破了多宗大案件，當中最為轟動的是於1991年的水頭村警匪槍戰案件。
於1998年，周富祥身任警務處助理處長期間，被借調至機場保安有限公司出任總經理；於2002年回歸香港警務處後獲晉升為警務處高級助理處長。
周富祥於2004年6月退休後一星期，即同年7月，隨即加入機場保安有限公司，再次出任總經理。
2013年6月月初，周富祥被指控於2008年年底至2013年年初在無向公司董事會申請下，涉嫌違反內部守則，擅自申請領取超時津貼合共逾76萬港元。機場保安有限公司董事會就此成立由董事之一、前香港律師會會長王桂壎負責的調查小組以調查上述事件。此外，他被指控未有獲得授權下取消年度假期，更改為領取薪金達63萬港元。機場保安有限公司董事會就指委託畢馬威會計師事務所核數，並且要求周富祥休假兩週。同月14日，周富祥被廉政公署拘捕，懷疑他將機場保安有限公司一份裝修工程合約批予一間公司，估計涉款逾兩千萬港元，而該公司曾經多次為周富祥位於香港島大坑道的私人物業進行裝修，可能違反《防止賄賂條例》中《代理人收受利益罪名》。
2013年8月6日，機場保安有限公司董事會在香港報章上刊登聲明，宣布於即日起終止行政總裁周富祥的聘用合約，同時決定繼續由副行政總裁劉志強署任行政總裁，直至另行通告為止。

## 個人生活
周富祥已經結婚，妻子為香港前歌手柳影虹。

## 榮譽
- 香港警察卓越獎章（於1998年獲得授勳）